# Bernex (Frankrijk)
Bernex is een gemeente in het Franse departement Haute-Savoie (regio Auvergne-Rhône-Alpes). De plaats maakt deel uit van het arrondissement Thonon-les-Bains. Bernex telde op 1 januari 2022 1.450 inwoners.

## Geografie
De oppervlakte van Bernex bedroeg op 1 januari 2022 22,31 vierkante kilometer; de bevolkingsdichtheid was toen 65 inwoners per km².

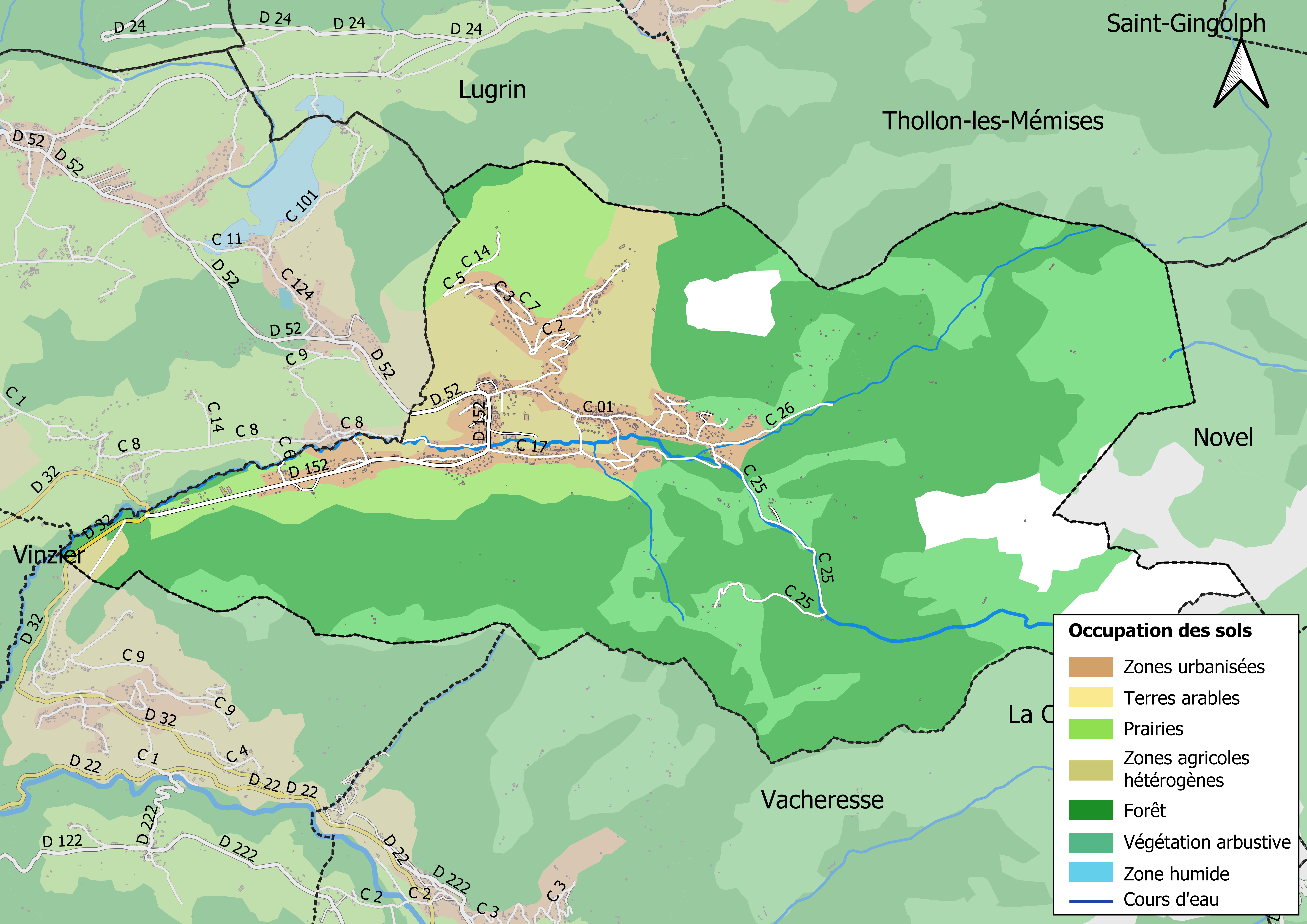
Kaart van de gemeente met de belangrijkste infrastructuur, bodemgebruik en omliggende gemeenten

## Demografie
Onderstaande figuur toont het verloop van het inwonertal (bron: INSEE-tellingen).